# 王华 (1961年)
王华（1961年11月—），男，汉族，山东泗水人，中华人民共和国政治人物，曾任山东省人民政府秘书长、办公厅主任，现任山东省人大常委会副主任。